# 맷 케인 (배우)

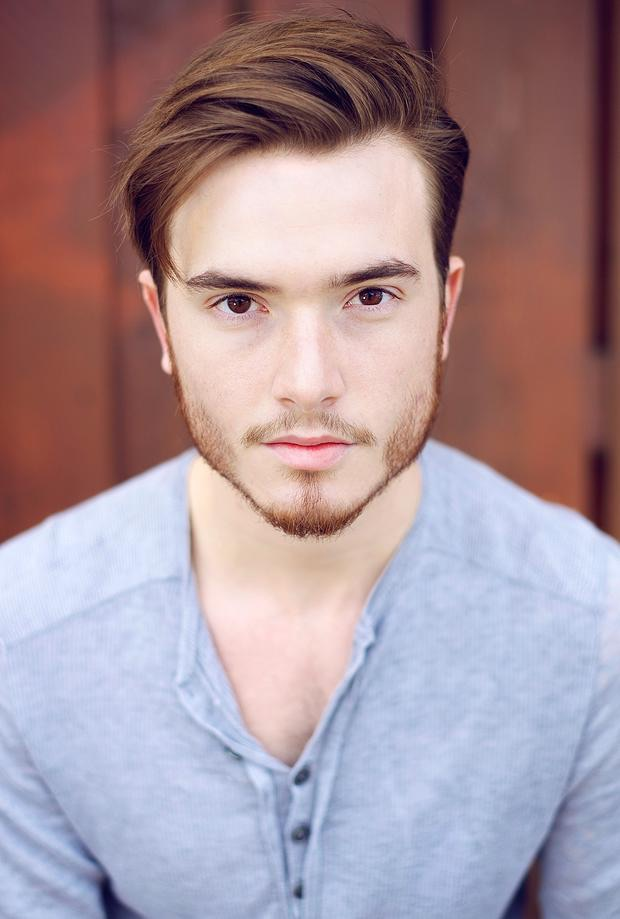
맷 케인

매슈 로버트 "맷" 케인(영어: Matthew Robert "Matt" Kane, 1991년 1월 18일 ~ )은 잉글랜드의 배우, 작가, 영화 감독이다. 잉글랜드 브리스틀에서 태어났으며 미국 시민권도 갖고 있다.

## 영화
- 뷰티 인 더 글라스 (2019년)
- 트러스트 펀드 (2016년)
- 더 라스트 오브 로빈 후드 (2013년)
- 다이너소어 프로젝트 (2012년) - 루크 마챈트 역